# Cañada de los Cardos
Cañada de los Cardos es un barrio periférico perteneciente al distrito Teatinos-Universidad de la ciudad andaluza de Málaga, España. Según la delimitación oficial del ayuntamiento, limita al este con los barrios de Torre Atalaya y El Cónsul; al sur, con la Ciudad Universitaria; al oeste, con el barrio de Soliva Este; y al norte, por terrenos aún no urbanizados.

## Transporte
En autobús queda conectado mediante las siguientes líneas de la EMT: 
| Línea | Trayecto                              | Recorrido | Frecuencia    |
| ----- | ------------------------------------- | --------- | ------------- |
| 8     | Alameda Principal - Hospital Clínico  | Recorrido | 13 minutos    |
| 23    | Alameda Principal - Parque Cementerio | Recorrido | 25-30 minutos |